# Fresnoy-Andainville
Fresnoy-Andainville (picardisch: Frénoy-Adinville) ist eine nordfranzösische Gemeinde mit 94 Einwohnern (Stand 1. Januar 2022) im Département Somme in der Region Hauts-de-France. Die Gemeinde liegt im Arrondissement Amiens (seit 2009) und ist Teil der Communauté de communes Somme Sud-Ouest und des Kantons Poix-de-Picardie.

## Geographie
Die Gemeinde liegt auf der Hochfläche des Vimeu rund sechs Kilometer südlich von Oisemont und zwölf Kilometer nordwestlich von Hornoy-le-Bourg.

## Einwohner
| 1962 | 1968 | 1975 | 1982 | 1990 | 1999 | 2006 | 2011 |
| ---- | ---- | ---- | ---- | ---- | ---- | ---- | ---- |
| 139  | 130  | 133  | 101  | 100  | 80   | 87   | 101  |

## Sehenswürdigkeiten
- Kirche Saint-Rémi